# Quintanilla de la Mata
Quintanilla de la Mata est une commune d'Espagne dans la communauté autonome de Castille-et-León, province de Burgos. Elle s'étend sur 13,8 km2 et comptait environ 108 habitants en 2024.

## Localisation et climat
La ville de Quintanilla de la Mata est située sur le plateau castillan (meseta), à environ 50 km (en voiture) au sud-sud-ouest de Burgos , à une altitude d'environ 890 m . L' autoroute A-1 qui va de Burgos à Madrid traverse la municipalité . Le climat est tempéré à chaud ; La pluie (environ 602 mm/an) tombe toute l'année.

## Developpement démographique
| Année      | 1970 | 1981 | 1991 | 2001 | 2011 | 2021 | 2024  |
| Population | 294  | 183  | 174  | 166  | 144  | 117  | 108 . |